# Liste du patrimoine immobilier classé d'Oreye
Cette page regroupe l'ensemble du patrimoine immobilier classé de la commune belge d'Oreye.
| Objet | Année de construction / Architecte | Adresse | Section communale | Coordonnées                      | Numéro d’inventaire | Illustration                                                                                                 |
| --- | ---------------------------------- | ------- | ----------------- | -------------------------------- | ------------------- | --- |
| L'église Saint-Clément: tour                                                                                 |                                    |         | Oreye             | 50° 43′ 42″ nord, 5° 21′ 25″ est | 64056-CLT-0001-01   | L'église Saint-Clément: tour                                                                                 |
| Tumulus d'Otrange (M) et l'ensemble formé par le tumulus, la chapelle Saint-Eloy et les abords immédiats (S) |                                    |         | Otrange           | 50° 44′ 14″ nord, 5° 22′ 05″ est | 64056-CLT-0002-01   | Tumulus d'Otrange (M) et l'ensemble formé par le tumulus, la chapelle Saint-Eloy et les abords immédiats (S) |
| L'église Saint-Hubert: tour et nef.                                                                          |                                    |         | Lens-sur-Geer     | 50° 43′ 17″ nord, 5° 21′ 11″ est | 64056-CLT-0003-01   | L'église Saint-Hubert: tour et nef.                                                                          |
| Tumulus, dit La Tombe (M) et alentours (S)                                                                   |                                    |         | Lens-sur-Geer     | 50° 42′ 01″ nord, 5° 21′ 52″ est | 64056-CLT-0004-01   | Tumulus, dit La Tombe (M) et alentours (S)                                                                   |
| Le site archéologique du tumulus dit La Tombe (+ REMICOURT/Hodeige)                                          |                                    |         | Lens-sur-Geer     | 50° 42′ 01″ nord, 5° 21′ 52″ est | 64056-PEX-0001-01   | Le site archéologique du tumulus dit La Tombe (+ REMICOURT/Hodeige)                                          |